# Fredrik Carlsson (ishockeyspelare)
Fredrik Carlsson, född 20 november 1988, är en svensk ishockeyspelare som spelar back i AIK Hockey. Carlsson har fått smeknamnet "Fish" i AIK. Han har nummer 17 och har spelat i klubben sedan 2006. Han är vänsterskytt och har IFK Täby som moderklubb.